# چرخ‌دنگ لنگری

پویانمایی نشان‌دهنده عملکرد چرخ‌دنگ لنگری

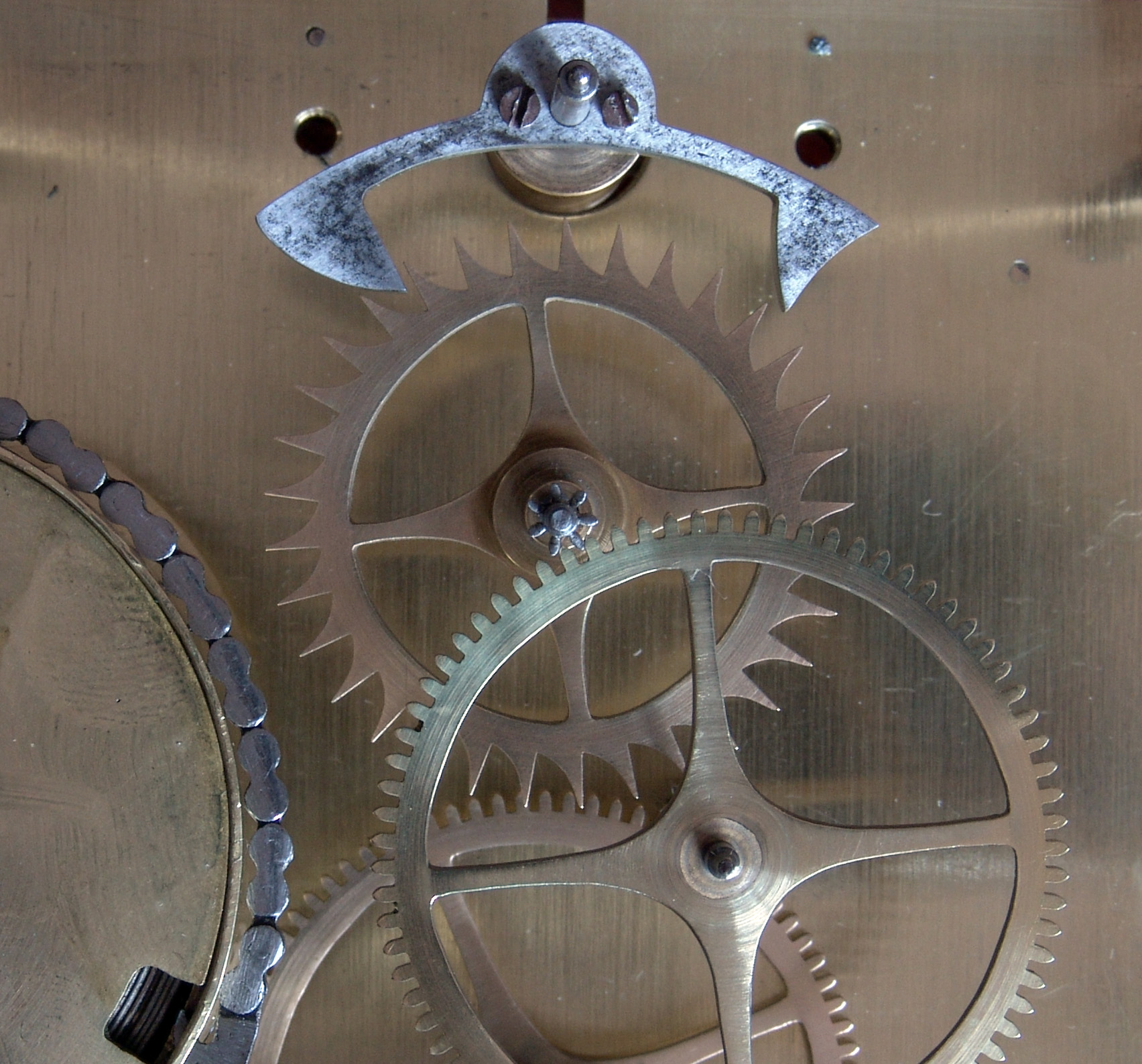
لنگر و چرخ دنگ یک ساعت مربوط به اواخر قرن نوزدهم. صفحه‌ای که معمولاً انتهای جلویی پینیون‌ها را نگه می‌دارد برای وضوح بیشتر برداشته شده است. آونگ در پشت صفحه پشتی قرار دارد.

در ساعت‌سازی، چَرخ‌دَنگ لنگری (انگلیسی: Anchor escapement) نوعی چرخ‌دنگ است که در ساعت‌های آونگی استفاده می‌شود. چرخ‌دنگ سازوکاری در ساعت‌های مکانیکی است که با یک هل کوچک در هر نوسان، حرکت آونگ را حفظ می‌کند و به چرخ‌های ساعت اجازه می‌دهد تا با هر نوسان، مقدار ثابتی جلو بروند و عقربه‌های ساعت را به حرکت درآورند. چرخ‌دنگ لنگری به این دلیل نامگذاری شد که یکی از بخش‌های اصلی آن شکلی شبیه به لنگر کشتی دارد.
چرخ‌دنگ لنگری از یک چرخ دندانه‌دار به نام چرخ گریز و یک قطعه لنگر شکل به نام لنگر تشکیل شده است. لنگر دارای دو بازوی خمیده به نام شاخک است که با دندانه‌های چرخ گریز درگیر می‌شوند.
هنگامی که آونگ در حال نوسان است، لنگر به جلو و عقب حرکت می‌کند. شاخک‌های لنگر به نوبت با دندانه‌های چرخ گریز درگیر می‌شوند و مانع از چرخش آزاد آن می‌شوند. این درگیری و رهاسازی باعث می‌شود که چرخ گریز با سرعت کنترل‌شده‌ای بچرخد و انرژی لازم برای حفظ نوسان آونگ را فراهم کند.
چرخ‌دنگ لنگری به عنوان سازوکار تنظیم زمان در ساعت‌های مکانیکی، در قرن هفدهم اختراع شد. این سازوکار جایگزین چرخ‌دنگ میله‌ای قدیمی‌تر شد و به دلیل دقت و قابلیت اطمینان بیشتر، به سرعت به سازوکار استاندارد در ساعت‌های آونگی تبدیل شد.
چرخ‌دنگ لنگری نسبت به چرخ‌دنگ میله‌ای اصطکاک کمتری دارد و در نتیجه سایش کمتری را تجربه می‌کند. همچنین، این سازوکار کمتر تحت تأثیر تغییرات دما و رطوبت قرار می‌گیرد و دقت زمان‌سنجی بالاتری را ارائه می‌دهد. به همین دلیل، چرخ‌دنگ لنگری به سرعت به سازوکار استاندارد در ساعت‌های پاندولی تبدیل شد و تا قرن بیستم به‌طور گسترده مورد استفاده قرار گرفت.
با این حال، چرخ‌دنگ لنگری نیز معایبی دارد. این سازوکار به روغن‌کاری منظم نیاز دارد و شاخک‌ها در طول زمان فرسوده می‌شوند. با ظهور ساعت‌های کوارتز در قرن بیستم، چرخ‌دنگ لنگری به تدریج از رده خارج شد، اما همچنان در برخی از ساعت‌های مکانیکی با کیفیت بالا استفاده می‌شود.

## پیشینه
این چرخ‌دنگ توسط ساعت‌سازی به نام ویلیام کلمنت اختراع شد، که با اختراع ساعت پدربزرگ (ساعت ایستاده) در حدود سال ۱۶۸۰، استفاده از آن را رواج داد. اختراع کلمنت پیشرفت قابل توجهی نسبت به چرخ‌دنگ نیروی ثابت رابرت هوک در سال ۱۶۷۱ بود. قدیمی‌ترین ساعت لنگری شناخته شده، ساعت کالج وادهام است، یک ساعت برجی که در کالج وادهام آکسفورد در سال ۱۶۷۰ ساخته شد، احتمالاً توسط ساعت‌ساز جوزف نیب. چرخ‌دنگ لنگری به چرخ‌دنگ استاندارد مورد استفاده در تقریباً تمام ساعت‌های آونگی تبدیل شد.
نوع دقیق‌تری از این چرخ‌دنگ بدون پس‌زنی به نام چرخ‌دنگ بدون پس‌زنی (deadbeat escapement) در حدود سال ۱۶۷۵ توسط ریچارد تاونلی اختراع و در حدود سال ۱۷۱۵ توسط ساعت‌ساز بریتانیایی جورج گراهام معرفی شد. این چرخ‌دنگ به تدریج جایگزین چرخ‌دنگ لنگری معمولی شد و در بیشتر ساعت‌های آونگی مدرن استفاده می‌شود.
چرخ‌دنگ لنگری به عنوان یک پیشرفت مهم در تاریخ ساعت‌سازی شناخته می‌شود. این سازوکار باعث بهبود قابل توجهی در دقت و قابلیت اطمینان ساعت‌های مکانیکی شد و راه را برای توسعه ساعت‌های دقیق‌تر در آینده هموار کرد.

## نحوه کار
چرخ‌دنگ لنگری از دو بخش تشکیل شده است: چرخ‌دنگ، که یک چرخ عمودی با دندانه‌های نوک تیز شبیه به دندانه‌های اره است، و لنگر، که شکلی شبیه به لنگر کشتی دارد و روی یک محور درست بالای چرخ دنگ به عقب و جلو نوسان می‌کند. روی دو بازوی لنگر سطوح منحنی وجود دارد که دندانه‌های چرخ دنگ به آنها فشار می‌آورند و به آن‌ها شاخک می‌گویند. محور مرکزی لنگر به یک چنگک متصل است که توسط آونگ به حرکت در می‌آید، بنابراین لنگر به عقب و جلو نوسان می‌کند و شاخک‌ها به‌طور متناوب یک دندانه چرخ دنگ را در هر طرف می‌گیرند و رها می‌کنند.
هر بار که یک شاخک از چرخ‌دنگ دور می‌شود و یک دندانه را رها می‌کند، چرخ می‌چرخد و یک دندانه در طرف دیگر روی شاخک دیگر که به سمت چرخ حرکت می‌کند، گیر می‌کند. حرکت آونگ به حرکت دادن شاخک دوم به سمت چرخ ادامه می‌دهد و چرخ دنگ را برای مدتی به عقب می‌راند تا زمانی که آونگ جهت خود را معکوس کند و شاخک شروع به دور شدن از چرخ کند، در حالی که دندانه روی سطح آن می‌لغزد و آن را هل می‌دهد. سپس دندانه از انتهای شاخک خارج می‌شود و چرخه دوباره شروع می‌شود.
نه چرخ‌دنگ لنگری و نه چرخ‌دنگ بدون پس‌زنی به خودی خود شروع به کار نمی‌کنند. آونگ باید برای شروع به حرکت درآید.

### پس‌زنی

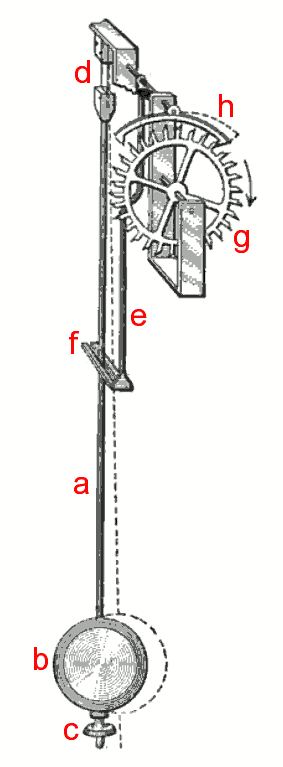
آونگ و چرخ‌دنگ لنگری.
(a) میله آونگ
(b) گلوله آونگ
(c) مهره تنظیم سرعت
(d) فنر آویز
(e) چنگک
(f) چنگال
(g) چرخ دنگ
(h) لنگر

حرکت رو به عقب چرخ‌دنگ در طول قسمتی از چرخه که پس‌زنی نامیده می‌شود، یکی از معایب چرخ‌دنگ لنگری است. این امر منجر به معکوس شدن موقت کل چرخ‌دنده به سمت وزنه محرک با هر تیک ساعت می‌شود و باعث فرسایش اضافی در چرخ‌دنده، سایش بیش از حد دندانه‌های چرخ‌دنده و عدم دقت می‌شود. همچنین می‌تواند باعث شود که نوک دندانه‌های چرخ‌دنگ در سطح شاخک فرو برود. دندانه‌ها به سمت عقب، در جهت مخالف چرخش، کج شده‌اند و سطح شاخک‌ها کمی محدب است تا از این اتفاق جلوگیری شود.
یکی دیگر از دلایلی که دندانه‌های چرخ دنگ به سمت عقب متمایل می‌شوند، به عنوان یک اقدام ایمنی است. اگر ساعت بدون ثابت کردن آونگ جابجا شود، نوسان کنترل نشده آونگ می‌تواند باعث برخورد شدید شاخک‌های لنگر با چرخ‌دنگ شود. دندانه‌های کج تضمین می‌کنند که ابتدا سطوح صاف شاخک‌های لنگر به کناره‌های دندانه‌ها برخورد می‌کند و از شکستن نقاط ظریف محافظت می‌کند.
چرخ‌دنگ بدون پس‌زنی، پس‌زنی (recoil) ندارد. یک راه برای تشخیص اینکه آیا یک ساعت آونگی قدیمی دارای چرخ‌دنگ لنگری یا بدون پس‌زنی است، مشاهده عقربه ثانیه‌شمار است. اگر پس از هر تیک کمی به عقب حرکت کند و پس‌زنی را نشان دهد، ساعت دارای چرخ‌دنگ لنگری است.

### چنگک و چنگال
محور لنگر که چنگک نامیده می‌شود، به یک چنگال ختم می‌شود که محور آونگ را در بر می‌گیرد و به آن ضربه‌های عرضی می‌دهد. میله آونگ از یک فنر آویز کوتاه و مستقیم که به یک تکیه‌گاه محکم درست پشت لنگر متصل است، آویزان می‌شود. محور لنگر با نقطه خم شدن فنر تراز شده است. این چیدمان منجر به یک تکیه‌گاه پایدارتر آونگ می‌شود تا اینکه آونگ مستقیماً از لنگر آویزان شود.

## جزئیات طراحی
چرخ‌دنگ لنگری نسبت به تغییرات هندسی خود بسیار مقاوم است، بنابراین شکل آن بسیار متفاوت است. [۷] در اواخر قرن نوزدهم، در بریتانیا، طرح معمول زاویه ۹۰ درجه بین شاخک‌ها بود، به این معنی که محور لنگر در فاصله √۲ ≈ ۱٫۴ برابر شعاع چرخ دنگ از محور چرخ دنگ قرار می‌گرفت. در ساعت پدربزرگ که آونگی داشت که در هر ثانیه یک بار نوسان می‌کرد، چرخ دنگ اغلب ۳۰ دندانه داشت، که باعث می‌شد چرخ دنگ یک بار در دقیقه بچرخد تا عقربه ثانیه‌شمار بتواند به محور آن متصل شود. در یک چرخ دنگ ۳۰ دندانه، شاخک‌ها حدود ۷½ دندانه را در بر می‌گیرند. زاویه ضربه شاخک‌ها که نوسان آونگ را تعیین می‌کرد، ۳–۴ درجه بود.

## تاریخچه
چرخ‌دنگ لنگری دومین چرخ‌دنگ پرکاربرد در اروپا بود که جایگزین چرخ‌دنگ میله‌ای ۴۰۰ ساله در ساعت‌های آونگی شد. آونگ‌ها در ساعت‌های چرخ‌دنگ میله‌ای نوسانات بسیار زیادی از ۸۰ تا ۱۰۰ درجه داشتند. در سال ۱۶۷۳، هفده سال پس از اختراع ساعت آونگی، کریستین هویگنس تحلیل ریاضی خود از آونگ‌ها را در کتاب ساعت آونگی منتشر کرد. او در این کتاب نشان داد که نوسانات گسترده آونگ ساعت‌های چرخ‌دنگ میله‌ای باعث می‌شود که آنها نادرست باشند، زیرا دوره نوسان آونگ برابرزمان (ایزوکرون) نبود، بلکه به دلیل خطای دایره‌ای با تغییرات دامنه نوسان آونگ، که با تغییرات اجتناب‌ناپذیر در نیروی محرکه رخ می‌داد، تا حدی تغییر می‌کرد. این درک که فقط نوسانات کوچک آونگ تقریباً هم‌زمان هستند، ساعت‌سازان را بر آن داشت تا چرخ‌دنگ‌هایی با نوسانات کوچک طراحی کنند.
مزیت اصلی چرخ‌دنگ لنگری این بود که با قرار دادن شاخک‌ها دورتر از محور، نوسان آونگ از حدود ۱۰۰ درجه در ساعت‌های چرخ‌دنگ میله‌ای به تنها ۴–۶ درجه کاهش یافت. علاوه بر دقت بهبود یافته به دلیل برابرزمانی (ایزوکرونیسم)، این امر به ساعت‌ها اجازه می‌داد تا از آونگ‌های بلندتری استفاده کنند که «ضربان» کندتری داشتند. مقاومت کمتر هوا (مقاومت آیرودینامیکی با مجذور سرعت افزایش می‌یابد، بنابراین یک آونگ سریعتر مقاومت بسیار بیشتری را تجربه می‌کند) به این معنی بود که آنها برای ادامه نوسان به قدرت کمتری نیاز داشتند و باعث سایش کمتر در حرکت ساعت می‌شدند. چرخ‌دنگ لنگری همچنین امکان استفاده از یک گلوله آونگ سنگین‌تر را برای نیروی محرکه معین فراهم می‌کرد و آونگ را از چرخ‌دنگ مستقل‌تر می‌کرد (Q بالاتر) و در نتیجه دقیق‌تر می‌شد. این آونگ‌های بلند به جعبه‌های ساعت بلند و باریک نیاز داشتند. حدود سال ۱۶۸۰، ساعت‌ساز بریتانیایی ویلیام کلمنت شروع به فروش اولین ساعت‌های تجاری کرد که از چرخ‌دنگ لنگری استفاده می‌کردند، ساعت‌های ایستاده بلند با آونگ‌های ثانیه‌ای ۱ متری (۳۹ اینچی) که در داخل یک جعبه ساعت بلند و باریک قرار داشتند که به ساعت‌های پدربزرگ معروف شدند. چرخ‌دنگ لنگری دقت ساعت‌ها را چنان افزایش داد که در حدود سال‌های ۱۶۸۰–۱۶۹۰، استفاده از عقربه دقیقه‌شمار، که قبلاً در ساعت‌ها استثنا بود، به یک قاعده تبدیل شد.
چرخ‌دنگ لنگری در عرض حدود پنجاه سال جایگزین چرخ‌دنگ میله‌ای در ساعت‌های آونگی شد، اگرچه ساعت‌سازان فرانسوی تا حدود سال ۱۸۰۰ به استفاده از چرخ‌دنگ‌های میله‌ای ادامه دادند. بسیاری از ساعت‌های چرخ‌دنگ میله‌ای با چرخ‌دنگ لنگری بازسازی شدند. در قرن هجدهم، شکل دقیق‌تر چرخ‌دنگ بدون پس‌زنی جایگزین لنگر در تنظیم‌کننده‌های دقیق شد، اما لنگر به عنوان نیروی کار در ساعت‌های آونگی خانگی باقی ماند. در طول قرن نوزدهم، شکل بدون پس‌زنی به تدریج در اکثر ساعت‌های باکیفیت جایگزین شد، اما شکل لنگری هنوز در چند ساعت آونگی امروزی استفاده می‌شود.
ساعت‌های برجی یکی از معدود انواع ساعت‌های آونگی هستند که چرخ‌دنگ لنگری بر آنها تسلط نداشت. نیروی متغیر اعمال شده به چرخ دنده توسط عقربه‌های بزرگ بیرونی، که در معرض باد، برف و بار یخ قرار دارند، توسط چرخ‌دنگ‌های گرانشی بهتر مدیریت می‌شدند.

## معایب
چرخ‌دنگ لنگری قابل اعتماد و نسبت به خطاهای هندسی بزرگ در ساخت آن مقاوم است، اما عملکرد آن مشابه چرخ‌دنگ میله‌ای قدیمی است و دو مورد از معایب اصلی آن را حفظ می‌کند:
1. این یک چرخ‌دنگ اصطکاکی است. آونگ در طول چرخه خود همیشه توسط یک دندانه چرخ دنگ هل داده می‌شود و هرگز اجازه نوسان آزادانه به آن داده نمی‌شود. این امر باعث می‌شود که سرعت ساعت نسبت به تغییرات نیروی محرکه حساس باشد. هرگونه تغییر کوچک در نیروی اعمال شده به شاخک‌ها، به عنوان مثال، به دلیل تغییر در روانکاری در اثر پیر شدن روغن یا کاهش نیروی فنر اصلی ساعت با تمام شدن آن، دوره نوسان آونگ را تغییر می‌دهد. ساعت‌های چرخ‌دنگ لنگری که توسط فنر اصلی هدایت می‌شوند، برای متعادل کردن نیروی فنر اصلی به فوزه (fusee) نیاز دارند.
2. همان‌طور که در بالا ذکر شد، یک چرخ‌دنگ با پس‌زنی است. حرکت آونگ، چرخ دنگ را در طول قسمتی از چرخه به عقب می‌راند. این باعث فرسایش بیشتر در حرکت می‌شود و نیروی متفاوتی به آونگ وارد می‌کند و باعث عدم دقت می‌شود.

## چرخ‌دنگ بدون پس‌زنی

چرخ‌دنگ بدون پس‌زنی، نشان‌دهنده: (a) چرخ‌دنگ، (b) شاخک‌ها با خطوط قرمز که وجوه قفل‌شونده هم‌مرکز را نشان می‌دهند، (c) چنگک.

دو عیب فوق با اختراع نسخه بهبودیافته چرخ‌دنگ لنگری به نام چرخ‌دنگ بدون پس‌زنی یا گراهام برطرف شد. این چرخ‌دنگ اغلب به اشتباه به ساعت‌ساز انگلیسی جورج گراهام نسبت داده می‌شود که آن را در حدود سال ۱۷۱۵ در ساعت‌های تنظیم‌کننده دقیق خود معرفی کرد. با این حال، این در واقع در حدود سال ۱۶۷۵ توسط ستاره‌شناس ریچارد تاونلی اختراع شد و اولین بار توسط توماس تامپیون، مربی گراهام، در ساعتی که برای سر جوناس مور ساخته شد و در دو تنظیم‌کننده دقیق که برای رصدخانه جدید گرینویچ در سال ۱۶۷۶ ساخت، استفاده شد. این موضوع در مکاتبات بین جان فلمستید، اخترشناس سلطنتی و تاونلی ذکر شده است.
شکل بدون پس‌زنی چرخ‌دنگ لنگری نسبت به عدم دقت در ساخت یا سایش در حین کار تحمل کمتری دارد و در ابتدا فقط در ساعت‌های دقیق استفاده می‌شد، اما استفاده از آن در طول قرن نوزدهم به بیشتر ساعت‌های آونگی با کیفیت گسترش یافت. تقریباً همه ساعت‌های آونگی ساخته شده امروزه از آن استفاده می‌کنند.

### نحوه کار
چرخ‌دنگ بدون پس‌زنی دو وجه برای شاخک‌ها دارد: یک وجه «قفل‌کننده» یا «مرده» با سطح منحنی هم‌مرکز با محوری که لنگر روی آن می‌چرخد و یک وجه شیب‌دار «ضربه‌ای». وقتی یک دندانه چرخ‌دنگ به یکی از وجوه مرده تکیه داده است، نیروی آن از طریق محور محوری لنگر هدایت می‌شود، بنابراین هیچ ضربه‌ای به آونگ نمی‌دهد و به آن اجازه می‌دهد آزادانه نوسان کند. هنگامی که شاخک در طرف دیگر چرخ دنگ را رها می‌کند، یک دندانه ابتدا روی این وجه «مرده» می‌افتد و در بیشتر نوسانات بیرونی و برگشت آونگ به آن تکیه می‌کند. برای این دوره، چرخ‌دنگ «قفل» شده و قادر به چرخش نیست. نزدیک به پایین نوسان آونگ، دندانه از روی وجه مرده روی وجه شیب‌دار «ضربه‌ای» شاخک می‌لغزد و به چرخ دنگ اجازه می‌دهد بچرخد و قبل از اینکه از شاخک بیفتد، آونگ را هل دهد. این هنوز یک چرخ‌دنگ استراحت اصطکاکی است زیرا لغزش دندانه چرخ‌دنگ روی وجه مرده باعث افزایش اصطکاک در نوسان آونگ می‌شود، اما اصطکاک کمتری نسبت به چرخ‌دنگ با پس‌زنی دارد زیرا نیروی پس‌زنی وجود ندارد.
بر خلاف شیب رو به عقب دندانه‌های چرخ‌دنگ لنگری، دندانه‌های چرخ دنگ بدون پس‌زنی شعاعی هستند یا به جلو متمایل هستند تا اطمینان حاصل شود که دندانه با وجه «مرده» شاخک تماس پیدا می‌کند و از پس‌زنی جلوگیری می‌کند.

### شرط ایری
ساعت‌سازان در دهه ۱۷۰۰ کشف کردند که برای دقت، بهترین مکان برای اعمال ضربه برای حفظ نوسان آونگ، در پایین نوسان آن، یعنی زمانی که از موقعیت تعادل خود عبور می‌کند، است. اگر ضربه در طول حرکت رو به پایین آونگ، قبل از رسیدن به پایین اعمال شود، نیروی ضربه تمایل به کاهش دوره نوسان دارد، بنابراین افزایش نیروی محرکه باعث می‌شود ساعت زمان را سریع‌تر نشان دهد. اگر ضربه در طول حرکت رو به بالای آونگ، پس از رسیدن به پایین اعمال شود، نیروی ضربه تمایل به افزایش دوره نوسان دارد، بنابراین افزایش نیروی محرکه باعث می‌شود ساعت زمان را کندتر نشان دهد. اگر ضربه در پایین اعمال شود، تغییرات در نیروی ضربه از نظر تئوری نباید هیچ تأثیری بر دوره داشته باشد.
در سال ۱۸۲۶، اخترشناسی بریتانیایی جورج ایری (Airy) این موضوع را اثبات کرد. او به‌طور خاص ثابت کرد که یک آونگ که توسط یک ضربه محرکه که حول موقعیت تعادل پایین آن متقارن است، به حرکت در می‌آید، برای نیروهای محرکه مختلف، بدون در نظر گرفتن اصطکاک، هم‌زمان است و چرخ‌دنگ بدون پس‌زنی تقریباً این شرط را برآورده می‌کند. اگر دندانه‌های چرخ‌دنگ طوری ساخته شوند که دقیقاً روی گوشه بین دو وجه شاخک بیفتند، این شرط دقیقاً برآورده می‌شود، اما برای اینکه چرخ‌دنگ به‌طور قابل اعتماد عمل کند، دندانه‌ها باید طوری ساخته شوند که بالاتر از گوشه، روی وجه «مرده» بیفتند. 

### مقایسه حرکت در لنگر و بدون پس‌زنی
یکی از دلایل عمده خطا در ساعت‌ها، تغییر در نیروی محرکه اعمال شده به چرخ‌دنگ است که در اثر تغییرات کوچک در اصطکاک چرخ دنده‌ها یا شاخک‌ها یا کاهش نیروی فنر اصلی هنگام باز شدن ایجاد می‌شود. چرخ‌دنگی که در آن تغییرات نیروی محرکه بر سرعت تأثیر نمی‌گذارد، برابرزمان نامیده می‌شود. عملکرد برتر بدون پس‌زنی نسبت به پس‌زنی به دلیل بهبود برابرزمانی است. این به دلیل روش‌های مختلفی است که تغییرات در نیروی محرکه بر نوسان آونگ در دو چرخ‌دنگ تأثیر می‌گذارد: 
- در چرخ‌دنگ لنگری، افزایش نیروی محرکه باعث می‌شود آونگ سریع‌تر به جلو و عقب نوسان کند، اما دامنه آن، یعنی طول نوسان آن را زیاد افزایش نمی‌دهد. افزایش نیروی دندانه چرخ دنگ بر روی شاخک در طول قسمت پس‌زنی چرخه، تمایل به کاهش نوسان آونگ دارد، در حالی که نیروی دندانه در طول قسمت ضربه رو به جلو چرخه، تمایل به افزایش نوسان آونگ دارد. اینها تمایل دارند یکدیگر را خنثی کنند و نوسان را بدون تغییر بگذارند. اما هر دوی این اثرات زمان نوسان را کاهش می‌دهند. به عبارت دیگر، نیروی افزایش یافته، آونگ را در یک قوس ثابت سریع‌تر به عقب و جلو می‌برد.
- در چرخ‌دنگ بدون پس‌زنی، هیچ پس‌زنی وجود ندارد و افزایش نیروی محرکه باعث می‌شود که آونگ در یک قوس وسیع‌تر نوسان کند و سریع‌تر حرکت کند. زمان مورد نیاز برای پوشش مسافت اضافی دقیقاً افزایش سرعت آونگ را جبران می‌کند و دوره نوسان را بدون تغییر می‌گذارد. با این حال، نوسان گسترده‌تر به دلیل خطای دایره‌ای باعث افزایش جزئی در دوره می‌شود. برای ساعت‌های خانگی این اثر ناچیز است، اما محدودیتی برای دقتی است که می‌توان با ساعت‌های تنظیم‌کننده دقیق با چرخ‌دنگ‌های بدون پس‌زنی به دست آورد.

هنگامی که چرخ‌دنگ بدون پس‌زنی اختراع شد، ساعت‌سازان در ابتدا معتقد بودند که به دلیل تأثیر بیشتر تغییرات نیرو بر دامنه آونگ، برابرزمانی پایین‌تری نسبت به چرخ‌دنگ لنگری دارد. تجزیه و تحلیل‌های اخیر نشان می‌دهد که ناهمزمانی چرخ‌دنگ لنگری می‌تواند خطای دایره‌ای آونگ را خنثی کند؛ یعنی افزایش دامنه نوسان در لنگر باعث افزایش جزئی در دوره آونگ به دلیل خطای دایره‌ای می‌شود و این می‌تواند کاهش دوره ناشی از برابرزمانی را جبران کند. با توجه به این اثر، یک چرخ‌دنگ لنگری با دقت تنظیم شده با شاخک‌های صیقلی ممکن است دقیق‌تر از یک چرخ‌دنگ بدون پس‌زنی باشد. این موضوع حداقل توسط یک آزمایش مدرن تأیید شده است.